# 한광옥
한광옥(韓光玉, 1942년 1월 29일~)은 대한민국의 정치인이다. 제11·13·14·15대 국회의원을 지냈다. 호는 범봉(凡峯)이다.

## 학력
- 1954년 전주사범학교 전주부속초등학교 졸업
- 1957년 전주북중학교 졸업
- 1960년 중동고등학교 졸업
- 1963년 서울대학교 문리과대학 문학부 영어영문학 학사

## 경력
- 1981년 4월~1985년 4월: 제11대 국회의원(서울 관악, 민주한국당, 초선)
- 1985년: 민주화추진협의회 대변인
- 1988년: 평화민주당 김대중 총재 비서실장
- 1988년 5월~1992년 5월: 제13대 국회의원(서울 관악구갑, 평화민주당, 재선)
- 1990년: 제13대 국회 노동위원회 위원장
- 1992년: 민주당 사무총장, 최고위원, 부총재
- 1992년 5월~1996년 5월: 제14대 국회의원(서울 관악구갑, 민주당, 3선)
- 1996년: 새정치국민회의 부총재 겸 사무총장
- 1997년: 새정치국민회의 범야권 대통령후보 단일화협상 추진위원장
- 1998년: 제1기 노사정위원회 위원장
- 1998년 9월~1999년 11월: 민족화해협력범국민협의회 대표상임의장
- 1999년 3월 30일: 재보궐선거 당선(서울 구로구 을, 새정치국민회의, 4선)[3]
- 1999년 3월~2000년 5월: 제15대 국회의원
- 1999년 11월: 대통령비서실 비서실장
- 2001년: 새천년민주당 최고위원
- 2002년: 통일미래연구원 이사장
- 2009년 2월~2011년 12월: 민주당 상임고문
- 2011년 12월~2012년 3월: 민주통합당 상임고문 겸 상임위원
- 2012년 10월~2017년 2월: 새누리당 전임고문
- 2013년 1월: 새누리당 대한민국대통합위원회의 수석부위원장
- 2013년 1월: 제18대 대통령직 인수위원회 국민대통합위원장
- 2013년 7월~2014년 7월: 제1기 국민대통합위원회 위원장
- 2014년 9월~2015년 7월: 제2기 국민대통합위원회 위원장
- 2015년 7월~2016년 11월: 제3기 국민대통합위원회 위원장
- 2016년 11월~2017년 5월: 대통령비서실 비서실장
- 자유한국당 전임고문
- 미래통합당 전임고문
- 국민의힘 전임고문
- 국민의힘 탈당

## 가족
4남 2녀 중 장남이다.
- 배우자: 정영자
- 자녀: 1남 1녀

## 역대 선거 결과
|  | 22.36% |

|  | 23.25% |

|  | 38.99% |

|  | 42.51% |

|  | 37.67% |

|  | 53.5% |

|  | 4.1% |

## 소속 정당
| 소속 정당 | 소속 정당      | 소속 기간 | 비고           |
| --------- | -------------- | --------- | -------------- |
|           | 신민당         | 1969      | 정계 입문      |
|           | 무소속         | 1969      | 자진 정당 해산 |
|           | 신민당         | 1969~1980 | 정당 재등록    |
|           | 무소속         | 1980~1981 | 정당 해산      |
|           | 민주한국당     | 1981~1985 | 창당           |
|           | 무소속         | 1985      | 탈당           |
|           | 신한민주당     | 1985~1987 | 창당           |
|           | 무소속         | 1987      | 탈당           |
|           | 통일민주당     | 1987      | 창당           |
|           | 무소속         | 1987      | 탈당           |
|           | 평화민주당     | 1987~1991 | 창당           |
|           | 신민주연합당   | 1991      | 당명 변경      |
|           | 민주당         | 1991~1995 | 합당           |
|           | 무소속         | 1995      | 탈당           |
|           | 새정치국민회의 | 1995~1999 | 창당           |
|           | 무소속         | 1999~2001 | 탈당           |
|           | 새천년민주당   | 2001~2005 | 복당           |
|           | 민주당         | 2005~2007 | 당명 변경      |
|           | 중도통합민주당 | 2007      | 합당           |
|           | 민주당         | 2007~2008 | 당명 변경      |
|           | 통합민주당     | 2008      | 합당           |
|           | 민주당         | 2008~2011 | 당명 변경      |
|           | 민주통합당     | 2011~2012 | 합당           |
|           | 무소속         | 2012      | 탈당           |
|           | 녹색통일당     | 2012      | 입당           |
|           | 정통민주당     | 2012      | 당명 변경      |
|           | 무소속         | 2012      | 자진 정당 해산 |
|           | 새누리당       | 2012~2016 | 입당           |
|           | 무소속         | 2016~2017 | 탈당           |
|           | 자유한국당     | 2017~2020 | 복당 정계 은퇴 |
|           | 미래통합당     | 2020      | 합당           |
|           | 국민의힘       | 2020      | 당명 변경      |
|           | 무소속         | 2020~현재 | 탈당           |

## 같이 보기
- 관악구 (선거구)
- 관악구 갑
- 서울 관악구의 국회의원
- 구로구 을
- 서울 구로구의 국회의원
- 대한민국의 대통령비서실장
- 경제사회노동위원회 위원장